# Gornji Rahić
Gornji Rahić är en ort i Bosnien och Hercegovina.   Den ligger i distriktet Brčko, i den nordöstra delen av landet, 110 km norr om huvudstaden Sarajevo. Gornji Rahić ligger 143 meter över havet och antalet invånare är 2 167.
Terrängen runt Gornji Rahić är platt åt nordost, men åt sydväst är den kuperad. Närmaste större samhälle är Brčko, 13,4 km nordost om Gornji Rahić. 
Omgivningarna runt Gornji Rahić är en mosaik av jordbruksmark och naturlig växtlighet. Runt Gornji Rahić är det ganska tätbefolkat, med 100 invånare per kvadratkilometer.